# Домевр ан Ај
Домевр ан Ај (фр. Domèvre-en-Haye) насеље је и општина у североисточној Француској у региону Лорена, у департману Мерт и Мозел која припада префектури Тул.
По подацима из 2004. године у општини је живело 462 становника, а густина насељености је износила 41 становника/km². Општина се простире на површини од 8,46 km². Налази се на средњој надморској висини од 250 метара (максималној 316 m, а минималној 210 m).

## Демографија
| 1962. | 1968. | 1975. | 1982. | 1990. | 1999. | 2011. |
| ----- | ----- | ----- | ----- | ----- | ----- | ----- |
| 168   | 193   | 178   | 276   | 312   | 353   | 449   |

График промене броја становника у току последњих година